# Schloss Grimberg

Schloss Grimberg vor 1914, Ansicht von Südosten

Schloss Grimberg vor 1914, Ansicht von Südwesten

Das Schloss Grimberg, auch als Haus Grimberg bekannt,  war ein Wasserschloss im Gelsenkirchener Stadtteil Bismarck an der Stadtgrenze zu Herne-Wanne. Es ging aus einer märkischen Wasserburg zur Grenzsicherung hervor und war ein landtagsfähiges Lehen der Grafen von der Mark. Die Anlage hatte aber nicht nur reine Sicherungsfunktion, sondern diente auch als Wohnsitz der Lehnsnehmer sowie als Wirtschafts- und Verwaltungsmittelpunkt. Nach allmählichem Verfall und schwerer Beschädigung im Zweiten Weltkrieg wurden die Schlossgebäude in den 1960er Jahren vollständig niedergelegt. Heutiger Eigentümer des Schlossgeländes ist das Unternehmen Thyssen. Das etwa 32,3 Hektar große Areal ist rundherum eingezäunt und nicht frei zugänglich.

## Geschichte

### Mittelalter
Die Anlage wurde als Festes Haus vor 1307 im sumpfigen Emscherbruch durch Wennemar von Grimberg (Winemarus miles de Grintberg) errichtet. Das Haus diente als märkische Grenzfeste gegen das kurkölnische Vest Recklinghausen und die Grafschaft Kleve, denn es stand an der Mündung der damaligen Ah (dem heutigen, begradigten Hüller Mühlenbach) in die Emscher und damit nur etwa 500 Meter von der „Hohen Schlemm“ entfernt, wo zunächst eine Furt und später die Grimberger Brücke eine Möglichkeit zur Überquerung der Emscher bot. Die Familie von Grimberg genannt Altenbockum stand ursprünglich im Dienste des Essener Frauenstifts und verwaltete um 1300 mit dem Brockhof einen der größten Essener Fronhöfe. Schon früh stellten sie sich aber auch in den Dienst der Grafen von der Mark, mit deren Hilfe sie die Landesherrschaft über den ehemals Essener Besitz in Gelsenkirchen durchsetzen konnten. So wurden zum Beispiel zwei der Brockdorfer Unterhöfe ausgegliedert und zur Baut der Burg Grimberg gemacht.
1317 erfolgte die erste urkundliche Erwähnung der Wasserburg als castrum tur Ah. Möglicherweise bezog sich auch die Nennung einer Kapelle in einer Werdener Urkunde aus dem Jahr 1183 schon auf dieselbe Anlage, und vor 1220 erscheint bereits „Grintberge“ in einer Vogteirolle des Stiftes Essen. Um 1317 wurde das Haus erweitert, denn für jenes Jahr sind Bauarbeiten belegt. Schon zu Lebzeiten ihres Erbauers ging die Wasserburg vollständig in märkisches Eigentum über, gelangte aber als Erblehen wieder zurück an die Familie von Grimberg. Graf Engelbert II. von der Mark sicherte sich allerdings das Öffnungsrecht für diese strategisch wichtige Anlage. Wennemar von Grimberg gründete später eine Burgkapelle, die für 1328 bezeugt ist. In jenem Jahr stiftete der Burgherr nämlich Memorien für sich und seine Frau.
Wennemars Enkelin Mechthild heiratete vor 1346 Albert Sobbe und brachte ihm den Besitz nach Tod ihres Vaters um 1349 zu. Unter der Familie Sobbe erfolgte die Umbenennung der Anlage nach den Erblassern, sodass sie seit etwa 1400 als Haus Grimberg (auch Grintberge, Grymberke und Grymberge) bekannt war.

### Frühe Neuzeit
Nach dem Tod Adrian von Sobbes wurde sein Sohn Hannemann aus der Ehe mit Jutta von Lützenrode 1522 mit dem Haus Grimberg belehnt. Bei seinem kinderlosen Tod starb die Familie im Mannesstamm aus, und die Burg kam über Hannemanns Schwester Dorothea Ursula an deren Ehemann Gert Knipping. Der Erbe des Paares, Heinrich Knipping, erhielt die Belehnung für Grimberg am 12. September 1541. Er ließ die alte Burg durch ein dreiteiliges Schloss im Stil der Renaissance ersetzen. Die Grimberger Kapelle übertrug er der evangelischen Kirchengemeinde und ließ dort im Jahr 1574 einen Prunkaltar errichten. Auf der Vorburginsel des Schlosses ließen sich Bedienstete nieder, die davon profitierten, dass die Insel den Status einer Freiheit besaß. Zu dieser Freiheit gehörte ein eigener Gerichtsbezirk, der sich auch auf Höfe im Gerichtsgebiet von Dorneburg, Eickel und Bickern erstreckte und in Folge eines landesherrlichen Privilegs geschaffen worden war. Vermutlich hatten die Herren von Grimberg diese Gerichtsbarkeit schon seit den Anfängen der Burg als Erblehen inne. Sie wurde erst durch Napoleon am 16. Juni 1810 aufgehoben.

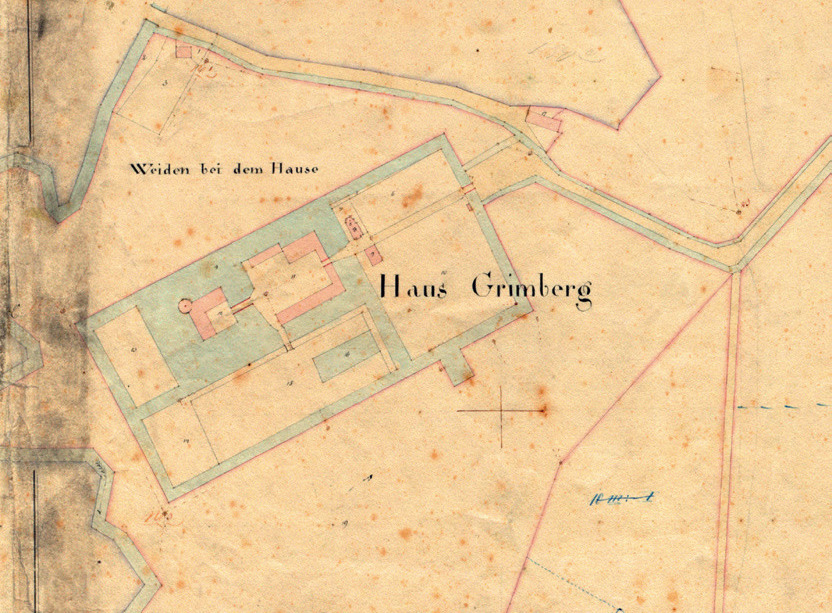
Schloss Grimberg nach den Veränderungen unter Johann Hermann Franz von Nesselrode; Norden ist am linken Bildrand

Heinrich Knipping hatte 1548 Sybilla von Nesselrode zu Stein und Herten geheiratet, aus der Verbindung waren aber keine Kinder hervorgegangen. Als Heinrich 1578 kinderlos starb, hatte er deshalb zuvor seine beiden Schwestern Anna und Sophia als Erbinnen eingesetzt, doch damit wollte sich seine Witwe nicht abfinden, denn der große Grimberger Besitz umfasste im 16. Jahrhundert neben den Alloden der Familie zusätzlich rund 95 Einzelhöfe und Kotten aus Belehnungen. Es entbrannte ein langwieriger Erbstreit zwischen den Parteien, der erst 1676 ein Ende fand, als der Freiherr Johann Salentin Wilhelm von Nesselrode auf Haus Leithe neuer Besitzer wurde und zwei Jahre später auch die Belehnung empfing. Er hatte 1666 Franziska Margaretha Christina von Brempt geheiratet, die über ihre Mutter eine der Grimbergschen Miterbinnen gewesen war, und fand die übrigen Erben ab oder kaufte ihre Anteile an der mittlerweile vernachlässigten Anlage. Am 4. September 1710 in den Reichsgrafenstand erhoben, hinterließ er den Besitz bei seinem Tod 1715 seinem Sohn Johann Hermann Franz. Der stand in kaiserlichen Diensten und hielt sich meist am österreichischen Hof auf. Er war deshalb auch nicht zugegen, als ein Brand große Teile des Schlosses zerstörte. Johann Hermann Franz entschloss sich zu einem Wiederaufbau im Stil des Barocks und beauftragte den Architekten Johann Conrad Schlaun mit den Entwürfen für den Wiederaufbau und der Bauaufsicht. Baubeginn war im Sommer des Jahres 1733. Unter Schlauns Leitung wurden aber nicht nur die zerstörten Gebäudeteile der Oberburg ersetzt und die abgebrannten Wirtschaftsgebäude auf der Unterburg wiederaufgebaut, sondern auch tiefgreifende Veränderungen an der noch erhaltenen Bausubstanz durchgeführt. So erhielt die Oberburg zum Beispiel eine völlig neue Raumaufteilung. Schlaun gestaltete zudem auch die Vorburginsel vollkommen neu. Mit Ausnahme der Kapelle wurden alle dort stehenden Gebäude abgerissen und auf dem Grund 1734 ein Baumhof angelegt. Der ebenfalls auf der Insel befindliche Friedhof erfuhr eine Umgestaltung zu einem Garten. Die lutherische Kapelle ließ Johann Hermann Franz von Nesselrode 1738 zu einer katholischen Hauskapelle umwandeln. Zuvor hatte er für die evangelische Gemeinde mit der Bleckkirche außerhalb des Schlossareals ein neues Gotteshaus errichten und mit dem Knippingschen Prunkaltar aus dem 16. Jahrhundert ausstatten lassen. Nach Ende der Bauarbeiten 1747 bestand die Schlossanlage Grimberg aus fünf Inseln (darunter auch eine eigene Garteninsel), die durch erneuerte oder neu gebaute Brücken miteinander verbunden waren. 
Allzu lange konnte sich der Herr von Grimberg aber nicht an seinem neuen Schloss erfreuen, denn er starb 1751 nur vier Jahre nach Fertigstellung. Sein Sohn Johann Wilhelm Maximilian trat die Nachfolge an und erwarb nach Erlöschen der verwandten Familienlinie von Nesselrode-Reichenstein 1776 deren Besitzungen, darunter auch das Schloss Herten, auf dem er anschließend wohnte. Er war damit das letzte Mitglied der Familie, das Schloss Grimberg als Wohnsitz nutzte. 1798 war es schon nur noch von dem bewirtschaftenden Pächter bewohnt und wurde von Herten aus verwaltet.

### 19. Jahrhundert und später

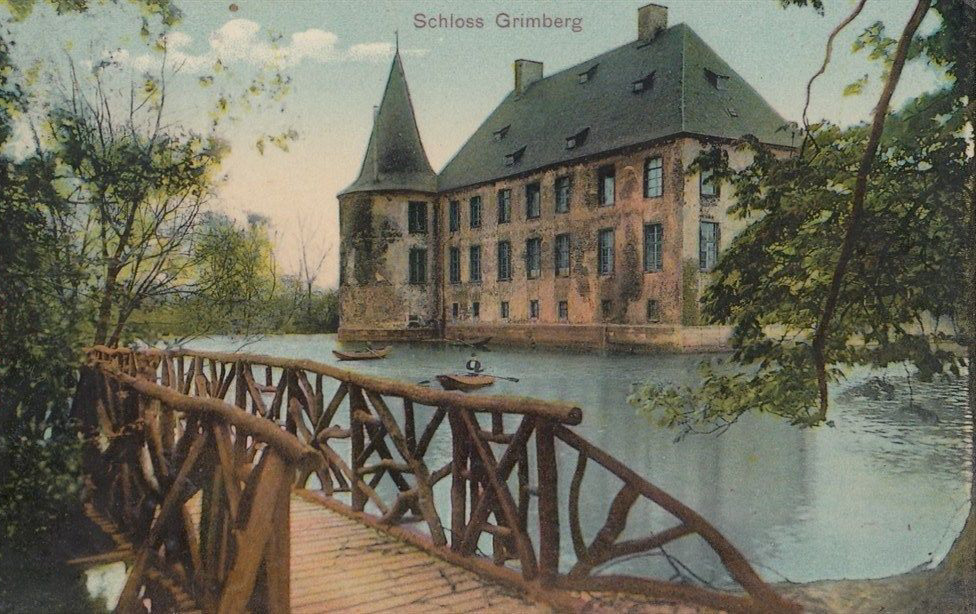
Schloss Grimberg auf einer Postkarte aus dem Jahr 1913

Als mit Johann Wilhelm Maximilians Sohn Johann Franz Joseph von Nesselrode-Reichenstein auch dieser Familienzweig im Mannesstamm ausstarb, gelangte Schloss Grimberg – wie der gesamte Nesselroder Besitz – an die Familie der Freiherren Droste zu Vischering, die sich nachfolgend Droste zu Vischering von Nesselrode-Reichenstein nannten.
Ende des 19. Jahrhunderts verkauften die Eigentümer nach und nach zum Schloss gehörige Ländereien. 1895 gab es außerdem Pläne, 80 Morgen Land an die Stadt Gelsenkirchen zu veräußern, die es zu einem Volkspark umwandeln wollte, doch der Plan scheiterte. Ab 1905 betrieb der Pächter der Anlage im Schloss eine Gastronomie, die sich zusammen mit dem Bismarckhain (heute Zoom Erlebniswelt Gelsenkirchen) zu einem beliebten Ausflugsziel der Gelsenkirchener entwickelte. Für die Besucher bestand zu jener Zeit auch die Möglichkeit, die Innenräume des Schlosses zu besichtigen. 1907 verkaufte Graf Felix Droste zu Vischering von Nesselrode-Reichenstein die gesamte Anlage an die Gelsenkirchener Bergwerks-AG. Die GBAG stellte seinerzeit dem Hafenmeister Wilhelm Bernard Wilting und seiner Familie das Schloss Grimberg als Wohnung zur Verfügung, um als Meister sofort am Hafen vor Ort sein zu können. Nur wenig später wurde in direkter Nachbarschaft zu den Schlossgebäuden der Rhein-Herne-Kanal angelegt, wodurch der westliche Teil des Schlossparks zerstört wurde. Auch wurde der Schlossgraben angeschnitten und fiel anschließend trocken. Dies wiederum hatte negative Auswirkungen auf die Gebäudestabilität, denn Schloss Grimberg war eine Pfahlgründung, deren Eichenpfähle zu vermodern begannen. Auch der alte Baumbestand des Parks litt unter dem allmählich sinkenden Grundwasserspiegel. Um die Grimberger Schlosskapelle vor dem Einsturz zu retten, ließen die letzten adeligen Schlossbesitzer sie 1908 Stein für Stein abtragen und auf die Hertener Schlossinsel translozieren. Mit dem Ersten Weltkrieg zogen die Pächter des Schlosses weg und gaben damit die Schlossgastronomie auf. Die Gebäude standen danach leer und waren ungenutzt. Nach Kriegsende dienten sie ab etwa 1920 als Notunterkunft. Die Schlossräume wurden zu diesem Zweck in Wohnungen unterteilt, wobei viel von dem reichen Stuck- und Holzschmuck im Inneren verloren ging. 1934 untersuchten Laien am Ort der alten Schlosskapelle den noch vorhandenen Totenkeller. Die unkundigen Ausgräber fanden zwei Grabkammern und 14 Grabnischen. Die Ausstattung wie Grabplatten und Sargbeschläge entfernten sie, ehe die Gebeine der unbekannten Toten im Nesselrodenschen Erbbegräbnis beigesetzt wurden.
Im Zweiten Weltkrieg wurde das Schloss schwer beschädigt. Leerstand, Grundwasserabsenkung und Vernachlässigung ließen es bis 1950 zu einer Ruine verfallen, deren bauliche Reste in den 1960er Jahren bis auf die Grundmauern abgetragen wurden. Der Standort wurde dabei mit Bodenaushub und Bauschutt verfüllt. Seit 2006 ist auf dem Gelände wegen seltener Vogel- und Fledermausarten das Naturschutzgebiet Hafen Grimberg ausgewiesen.

## Beschreibung
Das Schloss Grimberg war nach einem Um- und Ausbau im 18. Jahrhundert ein dreiteiliges Wasserschloss, dessen Gräfte durch den Hüller Mühlenbach gespeist wurde. Die Anlage besaß einen rechteckigen Grundriss und verteilte sich auf fünf Inseln, von denen drei durch die Schlossfreiheit, die Vorburg und das Herrenhaus belegt waren. Die beiden übrigen Inseln dienten als Kuhwiese und Garten. Rund um die Vorburg und das Herrenhaus war der Schlossgraben zu einem Hausteich verbreitert.

### Freiheit und Schlosskapelle

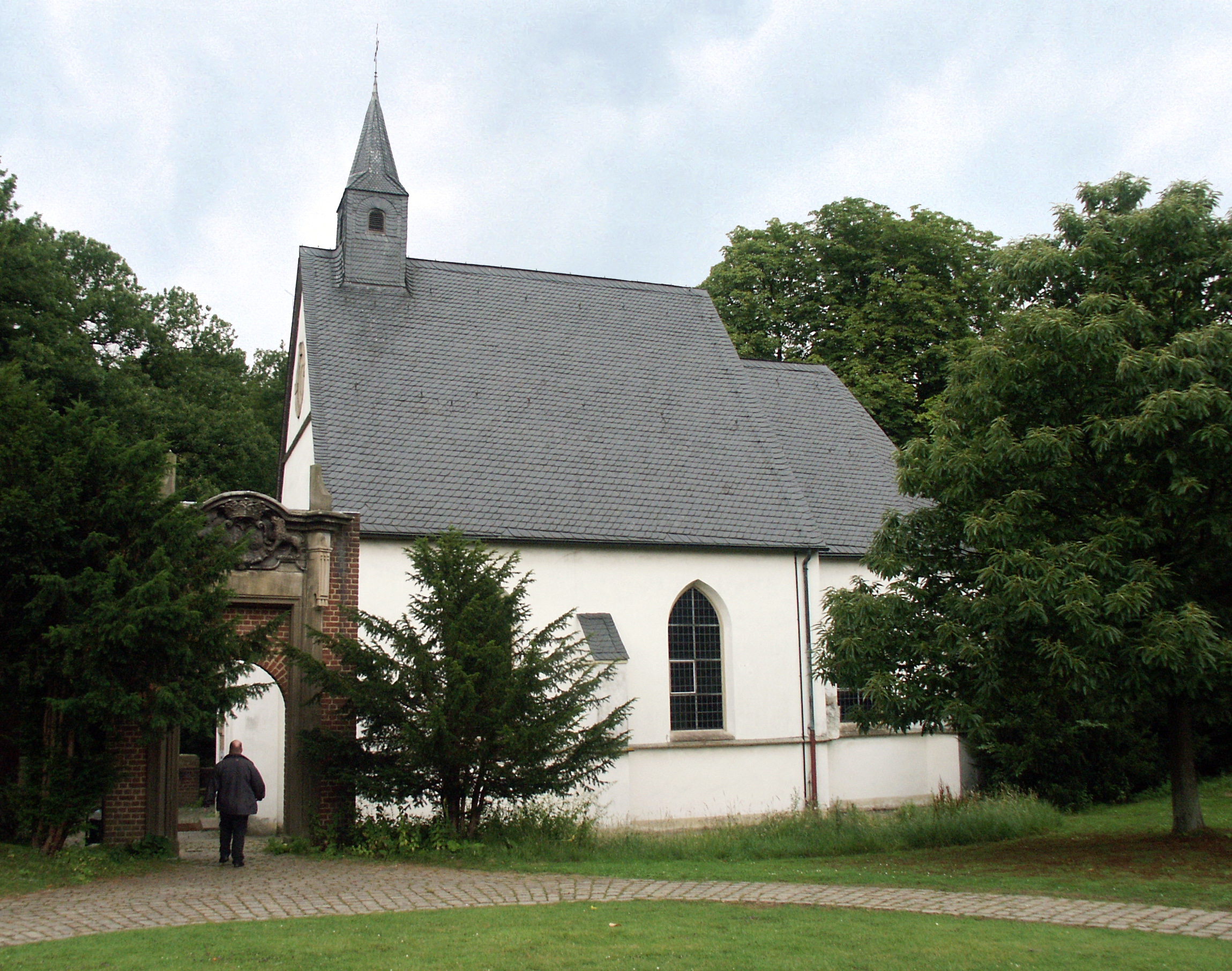
Schlosskapelle Grimberg mit Portal (heute Schloss Herten)

Auf der Freiheit, die manchmal auch „Vorburg“ genannt wurde, stand bis in das frühe 20. Jahrhundert eine barock überformte, gekälkte Schlosskapelle, die 1908 abgetragen und bei Schloss Herten wieder aufgebaut wurde. Zu ihr gehörte bis in das 18. Jahrhundert ein Friedhof, der 1734 aber von Johann Conrad Schlaun durch einen Garten ersetzt wurde. Für diesen mussten auch die auf der Freiheit stehenden Häuser der Schlossbediensteten weichen.
Siehe auch: Schlosskapelle Herten

### Unterburg
Nördlich der Freiheit lag die „Unterburg“, die über die „erste Schlossbrücke“ von der Freiheit erreichbar war. Auf der Insel stand der dreiflügelige Wirtschaftskomplex des Schlosses. Die gesamte Südseite wurde von einem Torhaus eingenommen, während an der Ostseite das Verwalterhaus und ein herrschaftlicher Pferdestall aus der Barockzeit standen. Den westlichen Flügel bildete das sogenannte „Teutsche Haus“, ein Ökonomiegebäude mit Brauhaus, Schmiede, Backhaus, Schlafkammern für Pferdeknechte, den Schlafraum des Vikars, Remise und Hundezwinger. Alle Gebäude waren zweigeschossig und aus Backstein errichtet. Über zwei Brücken an der östlichen Inselseite war die Kuhwiese erreichbar.

### Oberburg

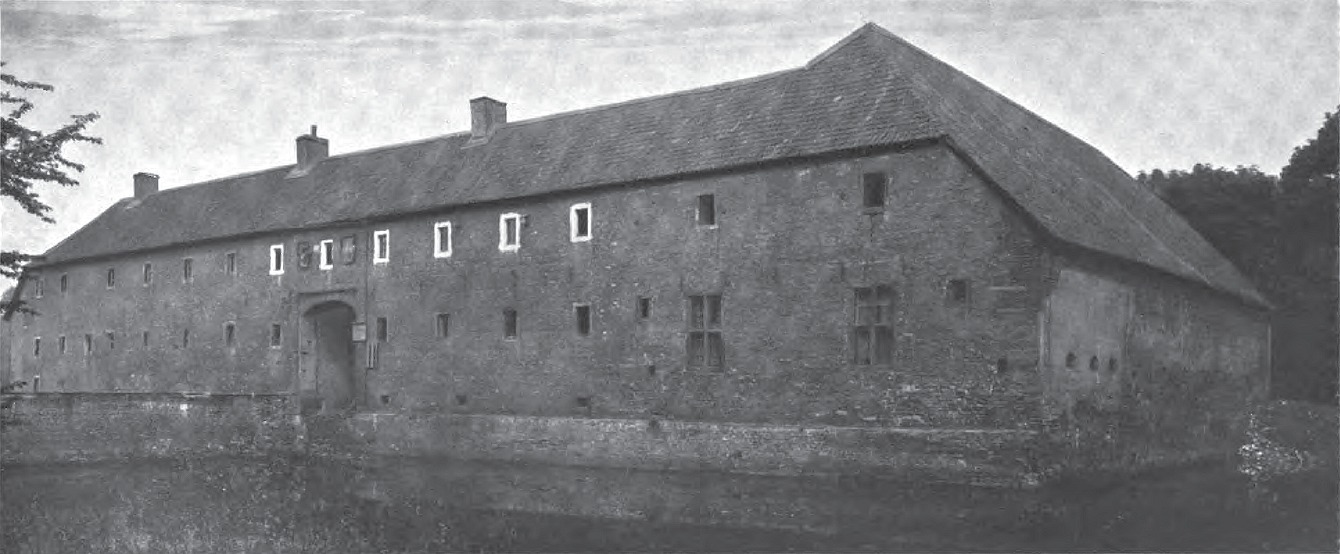
Südseite der Unterburg, 1908

Auf der „Oberburg“, die nördlich der „Unterburg“ lag, stand das Herrenhaus des Schlosses. Sie war von Süden über eine steinerne Bogenbrücke mit abschließendem Zugbrückenelement erreichbar. Auf dieser standen zwei Figuren aus Baumberger Sandstein, von denen die Madonna heute im Hertener Schlosspark steht. 
Das Herrenhaus zwar ein rechtwinkeliger Zweiflügelbau, mit einem runden Eckturm an der Nordostecke. Das gekälkte Ziegelgebäude stand auf einem Sockel aus Werkstein und war von einem geschieferten Walmdach bedeckt. Der Sockel sowie die Fassungen der Fenster- und Türöffnungen bestanden aus Sandstein. Eine zweiläufige Freitreppe führte zum Schlossportal, das von Johann Conrad Schlaun entworfen worden war. Der Nordflügel des Herrenhauses war nach einem Brand ab 1733 neu errichtet worden. Von ihm ist bekannt, welche Räume sich in ihm befanden: Im Keller lagen unter anderem die Küche, die Speisekammer, ein Wein- und ein Milchkeller sowie Räume für die Bediensteten. Das Erdgeschoss nahm Wohn- und Gesellschaftsräume wie zum Beispiel Schlafzimmer und Kabinette, einen großen Saal und das Archiv auf. Im ersten Obergeschoss lagen weitere Schlafzimmer und dazugehörige Ankleidezimmer.

### Schlossgärten

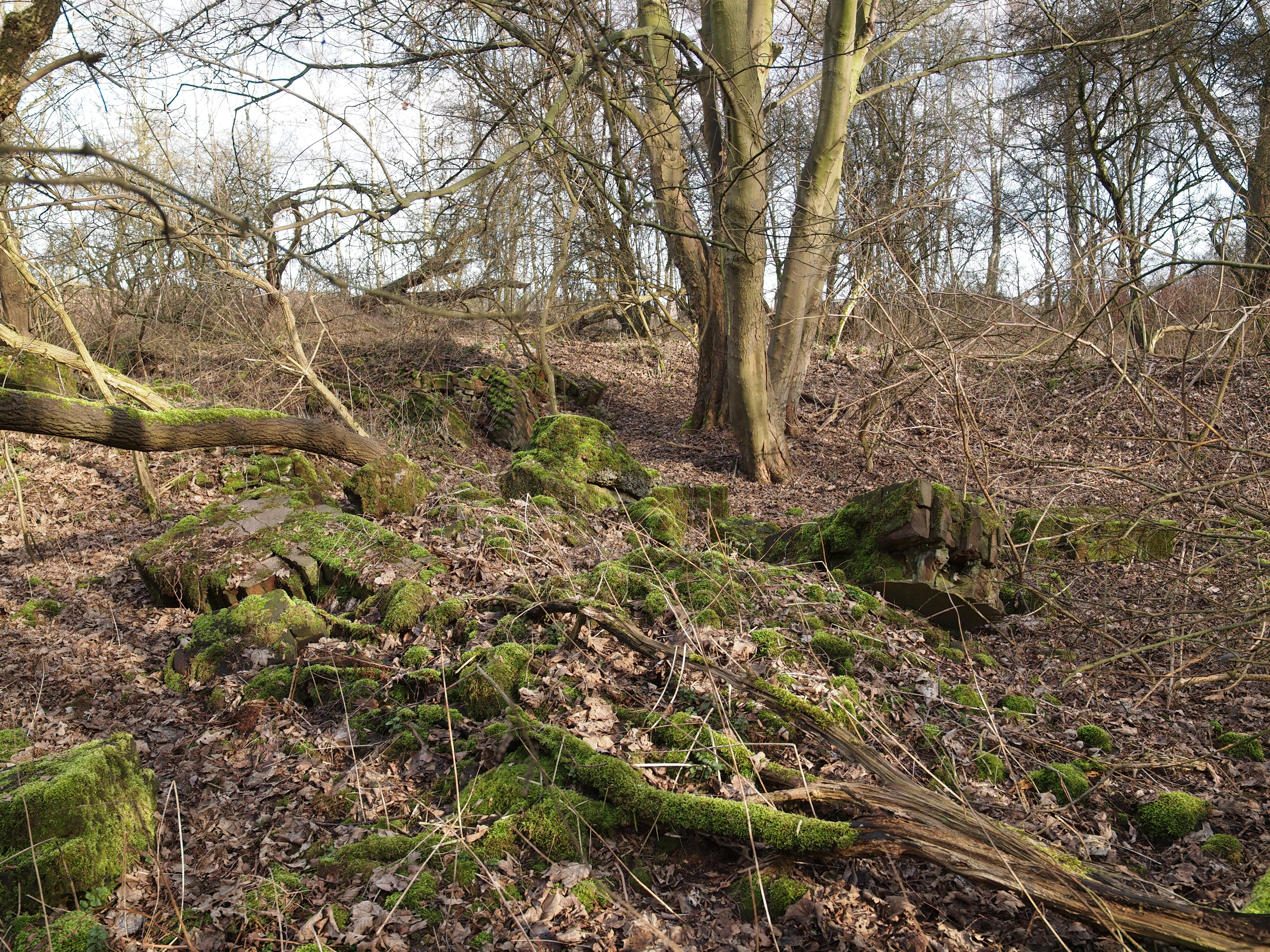
Das Areal des Schlossgartens ist heute Naturschutzgebiet.

Die Gärten von Schloss Grimberg waren insgesamt 8,6 Hektar groß. Neben alten Bäumen wuchsen dort auch seltene Blütenpflanzen. Sie dienten zudem Schnepfen, Krickenten, Rebhühner, Fasanen und Stockenten als Lebensraum, die gejagt wurden. Die Gartenanlagen verfielen wie das gesamte Schloss ab den 1940er Jahren wegen mangelnder Pflege. Trotzdem gibt es dort heute noch alten Baumbestand, so zum Beispiel eine etwa 150 bis 200 Jahre alte Winterlinde und einige Rosskastanien, die 80 bis 100 Jahre alt sind. Der Gartenbereich steht seit 2006 als „Hafen Grimberg“ unter Naturschutz.

## Persönlichkeiten
- Johann Hermann Franz von Nesselrode (1671–1751), kaiserlich österreichischer Feldmarschall, hier geboren